# ماینکرفت لجندز
ماینکرفت لجندز (به انگلیسی: minecraft legends) یک بازی ویدئویی اکشن-استراتژی هم‌زمان می‌باشد که در سال ۲۰۲۳ توسط موجنگ استودیوز و بلک‌برد اینتراکتیو توسعه یافته و توسط اکس‌باکس گیم استودیوز منتشر شد. این بازی به عنوان یک اسپین آف از بازی ماینکرفت محصول سال ۲۰۱۱ عرضه شد و در تاریخ ۱۸ آوریل ۲۰۲۳ برای نینتندو سوئیچ، پلی‌استیشن ۴، پلی‌استیشن ۵، ویندوز، اکس‌باکس وان و اکس‌باکس سری اکس و سری اس منتشر شد. این بازی نقدهای مختلفی از منتقدان را دریافت کرد.